# O&K MV8 Schmalspur
Die Baureihe O&K MV 8 Schmalspur sind zweiachsige Diesellokomotiven mit hydraulischer Kraftübertragung, die von Orenstein & Koppel für verschiedene Schmalspurbahnen gebaut wurden. Es sind zehn Lokomotiven bekannt. Einige Lokomotiven waren 2020 noch vorhanden.

## Geschichte
Die Lokomotive wurde von Orenstein & Koppel im Werk Dortmund-Dorstfeld als schmalspurige Variante der Typenreihe O&K MV 8 aus dem ersten Nachkriegsprogramm entwickelt.

### Wandsbeker Industriebahn 2 und 3
Die ersten Lokomotiven der Typenreihe wurden im Oktober 1957 als Meterspurlokomotiven an die Wandsbeker Industriebahn geliefert und waren dort bis 1967 beheimatet. Sie waren mit Vielfachsteuerung ausgerüstet und oft als Zwillinge im Rollwagenverkehr im Einsatz. In dieser Form konnten die Lokomotiven bis zu 300 t schwere Güterzüge befördern.
Danach wurden die Lokomotiven an die Steinhuder Meer-Bahn abgegeben und trugen dort die Bezeichnung DL 101 und 102. 1970 beförderten die beiden Lokomotiven den letzten Zug auf der Schmalspurstrecke.
Während die DL 101 nach einem zwischenzeitlichen Einsatz bei der Appenzeller Bahn bei den Ulmer Eisenbahnfreunden vorhanden ist, wurde die zweite Lok nach Togo verkauft, wo sich ihre Spur verliert.

### RSE V 11–V 13
Die nächsten Lokomotiven für die Bröltalbahn (zu diesem Zeitpunkt schon Rhein-Sieg Eisenbahn AG) erhielten die Spurweite 785 mm. Sie waren bis zur Betriebseinstellung des Güterverkehrs auf der Strecke im Dienst. Alle drei Maschinen gelangten nach Umspurung auf die Bosnische Spurweite an die Zillertalbahn.
Die letztgebaute Maschine wurde im Jahre 2013 vom RSE-Museum Asbach als rollfähiges Exponat übernommen; aktuell läuft die betriebsfähige Aufarbeitung, die ehemalige RSE V 12 befindet sich als D 12 bei der Zillertalbahn. Die erstgebaute Lokomotive (RSE V 11) wurde Ersatzteilspender, ehe sie an die STLB Murtalbahn verkauft wurde. Nach aufwendiger Aufarbeitung und mittlerweile als „VL6“ bezeichnet, war sie Rangierlokomotive im Murtalbahnhof Unzmarkt-Frauenburg. 2019 wurde bekannt, dass sie an die Lokalbahn Mixnitz–Sankt Erhard verkauft wurde und seitdem dort im Dienst steht.

### Hohenlimburger Kleinbahn 1–5
Mit der Verlängerung der Konzession der Hohenlimburger Kleinbahn wurde eine Forderung über einen Einsatz von Diesellokomotiven gestellt, um die Dampflokomotiven zu ersetzen.
1960 wurden vier Lokomotiven geliefert, 1961 folgte eine fünfte Lokomotive.
Die Lokomotiven haben sich im Güterverkehr im Nahmertal mit ausschließlich Rollwagenbetrieb durch die engen Straßen mit zahlreichen Fabrikanschlüssen mit oft engen Kurvenradien bewährt. Fast 25 Jahre führten sie den Gesamtbetrieb auf der Kleinbahn aus. Die Lok 4 wurde 1976 abgestellt und als Ersatzteilspender weiterverwendet.
Nach der Betriebseinstellung 1983 wurden die Lokomotiven 1 und 5 wurden auf einer Meterspurbahn der Transport en Commun in Belgien weiterverwendet und waren dort noch 2011 in Betrieb. Die Lokomotiven 2 und 3 befinden sich bei der Märkischen Museums-Eisenbahn. Die schon vor der Betriebseinstellung ausgemusterte Lokomotive  4 wurde äußerlich wieder aufgearbeitet und Ende der 1980er Jahre in Hohenlimburg als Denkmal aufgestellt.

## Galerie

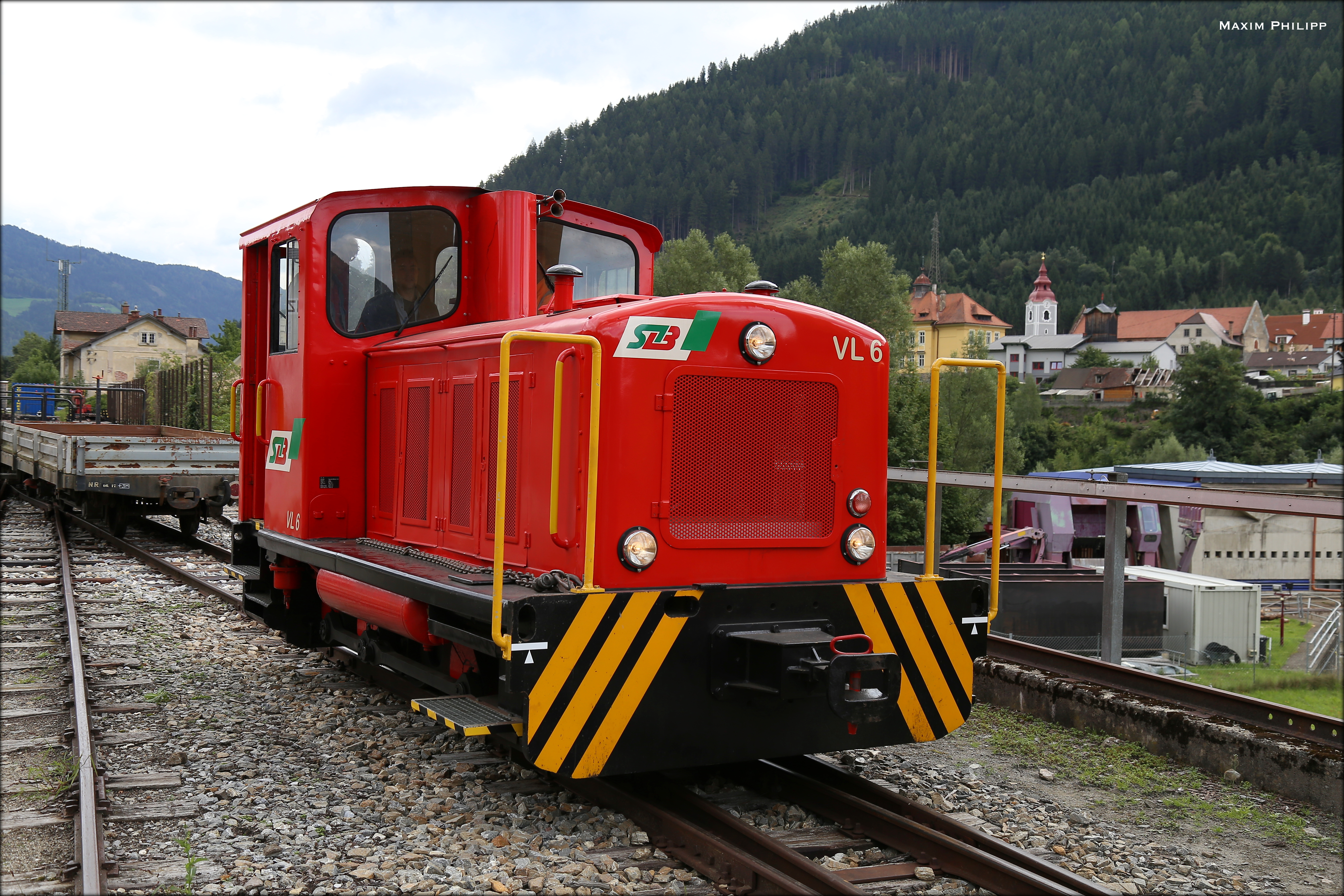
(ex.) RSE V11 im Jahre 2017 im STLB-Bahnhof Unzmarkt-Frauenburg
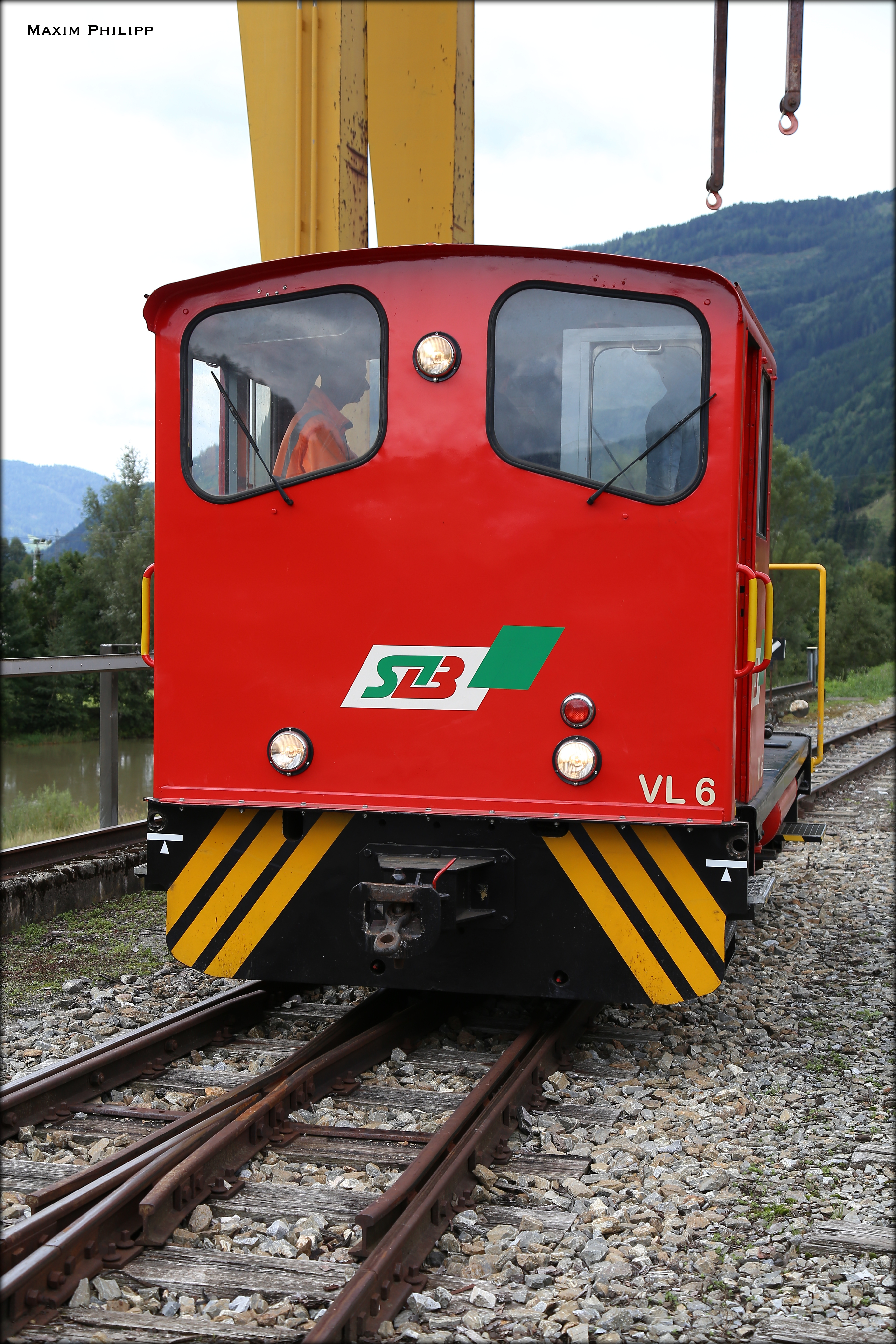
Rückansicht der STLB VL6
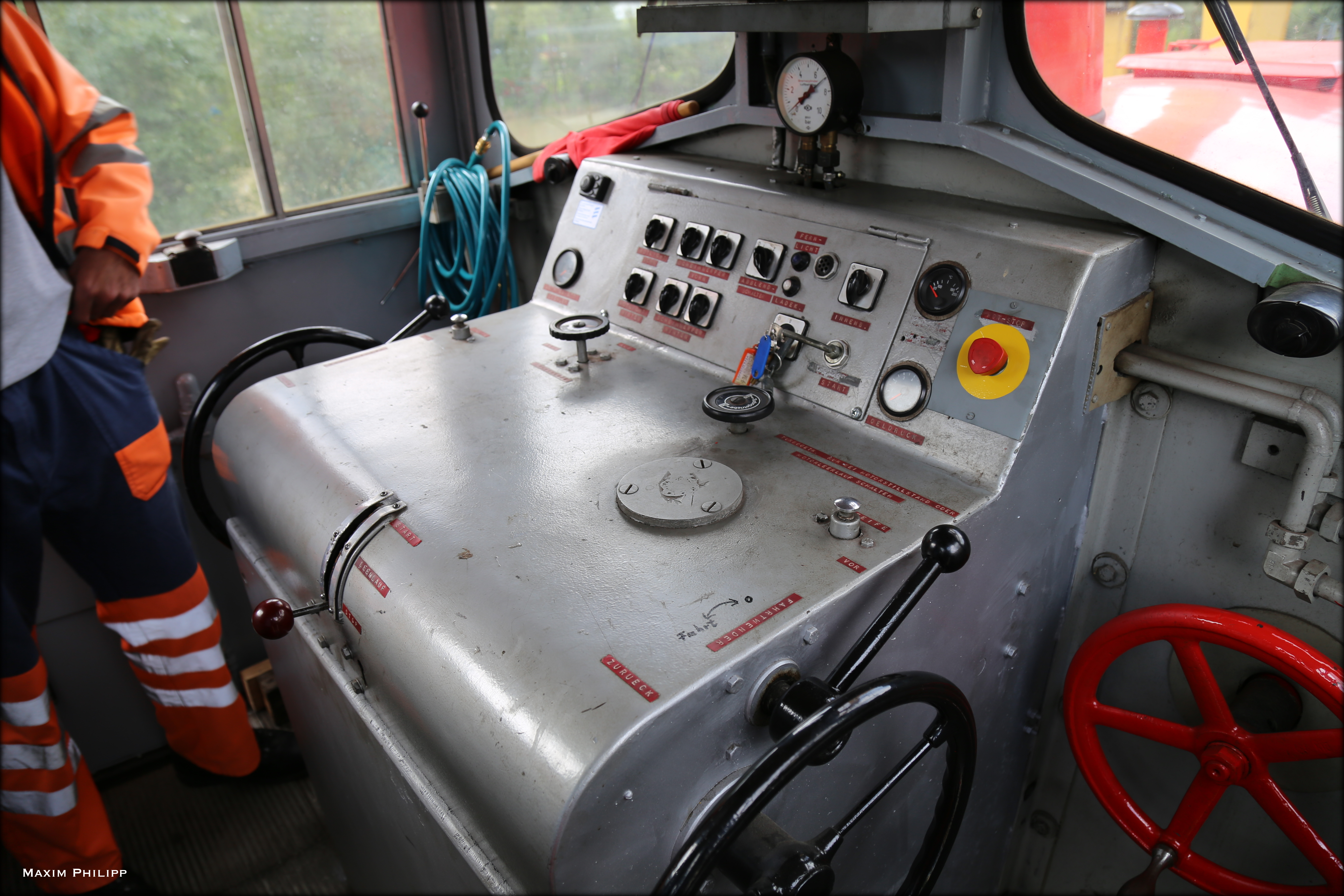
Führerstand der STLB VL6
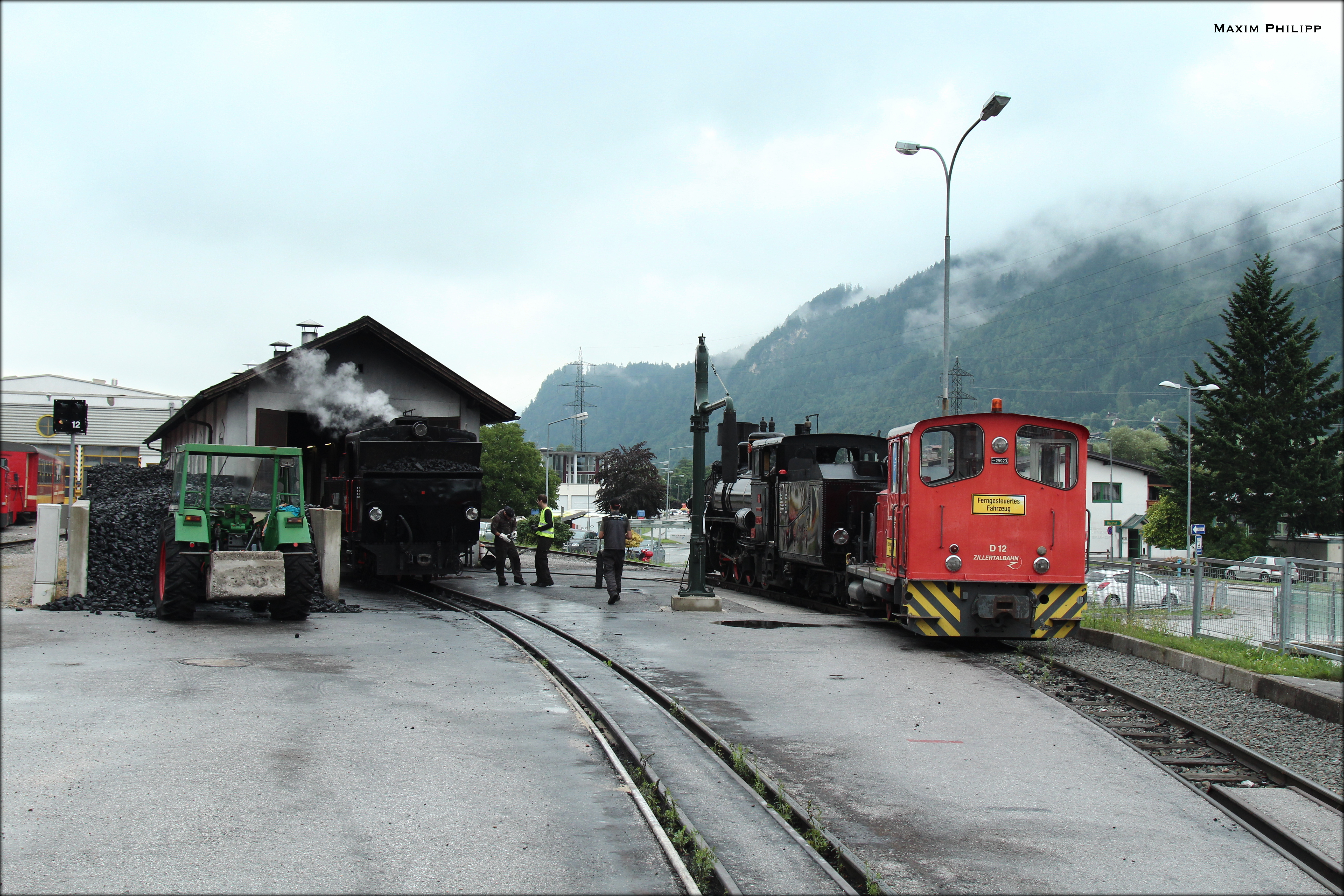
Zillertalbahn D12 (ex. RSE V12), Sommer 2016
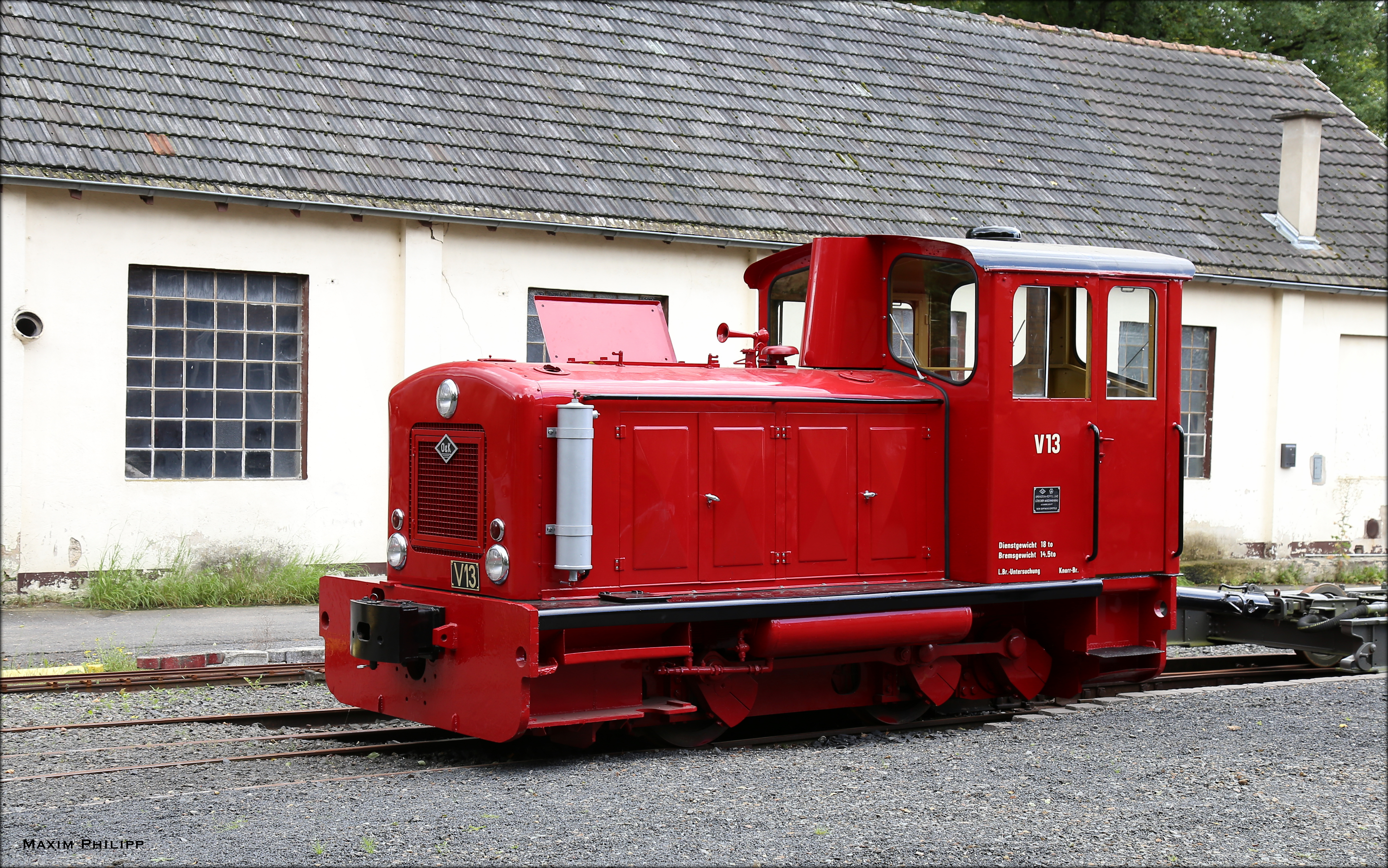
RSE V13 im Jahre 2017 im Bahnhof Asbach (Westerwald)
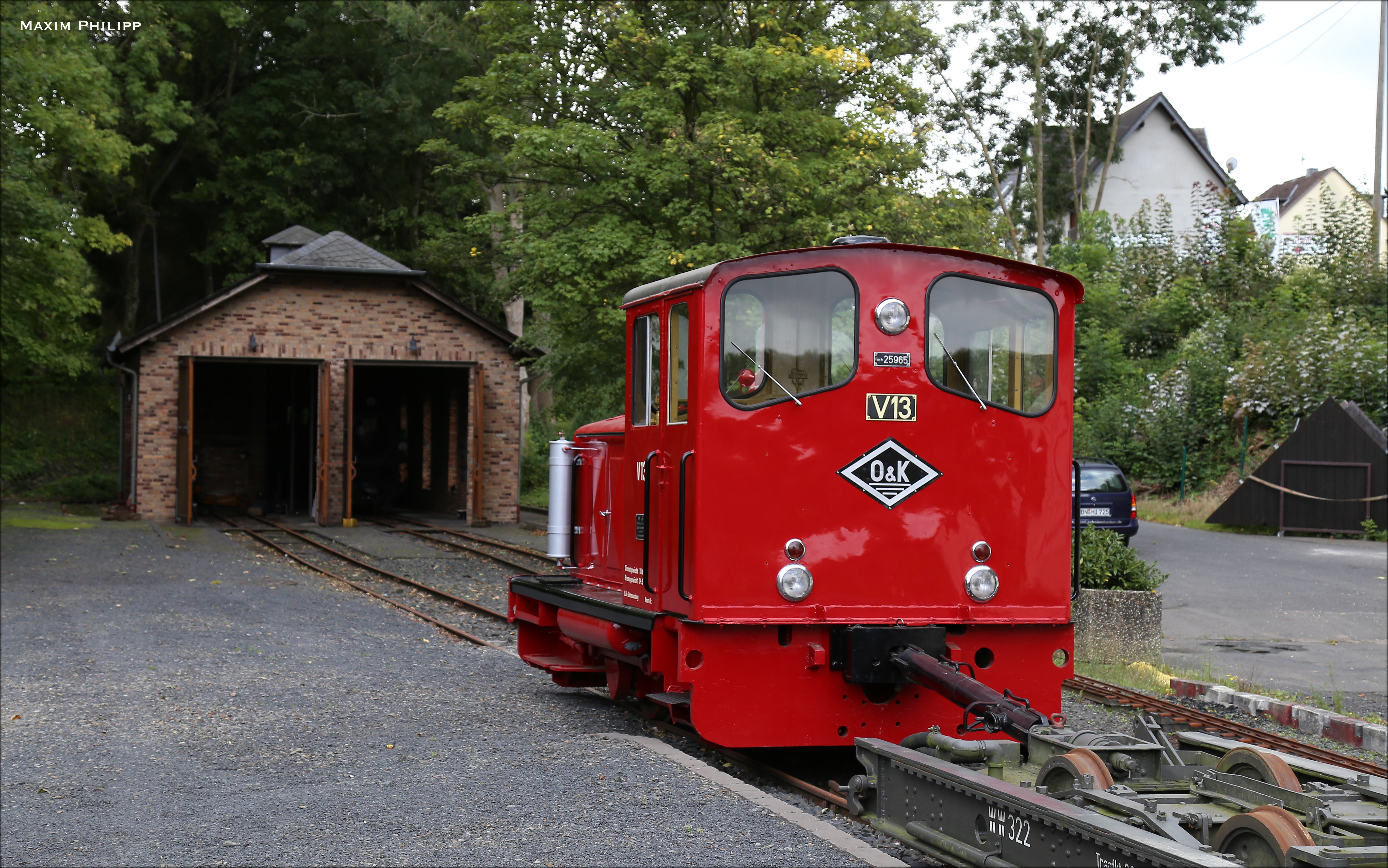
Rückansicht der RSE V13

## Konstruktive Merkmale
Die Lokomotiven, die in Gemeinschaftsarbeit von Orenstein & Koppel und dem Lübecker Maschinenbau AG entstanden, besitzen einen kräftigen Innenrahmen.
Die Maschinenanlage besteht aus einem Motor von Orenstein & Koppel und einem hydraulischem Getriebe von Voith, dem ein Wendegetriebe von Orenstein & Koppel folgte. Die Kraftübertragung erfolgt über eine außerhalb der Achsengruppe liegenden Blindwelle und Treib- sowie Kuppelstangen. Bei den Lokomotiven für die Meterspur erfolgt die Übertragung direkt auf die Kurbelzapfen der Räder, für die Spurweite 785 mm und darunter geschieht es mit Hilfe von Hallschen Kurbeln. Mit den Lokomotiven wandte die Hohenlimburger Kleinbahn erstmals die Druckluftbremse Bauart Knorr sowie eine pneumatische Vielfachsteuerung an. Sie sind mit einer Sicherheitsfahrschaltung ausgerüstet, dies ermöglichte den Einmannbetrieb mit Doppeltraktion, wobei die Lokomotiven Führerstand an Führerstand gekuppelt waren.

## Besonderes
Außer diesen Lokomotiven wurde eine normalspurige Variante gebaut, von der keine Maße bekannt sind.